# 補給制動
補給制動(ほきゅうせいどう)は、鉄道車両、特に旧式貨車で増加する制動力を維持しようとする工夫である。

## 概要
貨物列車で一般に用いられている自動空気ブレーキは、ブレーキ管を減圧すると制動力が増加し、増圧すると制動力が減少する。長大な下り勾配などを走行する際には、速度を一定に保つために必要な制動力を考えて、機関士のブレーキ弁操作によってブレーキ管の圧力を所要の値とする。しかし、貨車を連結するブレーキホースの接続部などのゴムパッキンから空気が漏れ、ブレーキ管内の圧力は減少する。この漏れによる空気圧低下は、自動空気ブレーキの特性でブレーキの追加指令となり、制動力の増加となる。そのままではどんどん制動力が増加し、列車の速度が低下してついには停車してしまう。
また、旧式貨車のブレーキ装置はK制御弁が装備され、ブレーキ途中で少し制動力を弱める（増圧する）ことはできない。機構上、全部緩んでしまい制動力はゼロになってしまう。その場合は勾配中で制動力がなくなり暴走する事故となってしまう。
そこで機関士がブレーキ管圧力計を注視しながらブレーキハンドルをわずかに動かし、漏れた分の圧力を補給するという操作方法が補給制動である。別名を長周期制動法ともいう。
この操作は熟練した操作技術を必要とするが、日本では全国的に長大な下り勾配を有する区間で普及した。しかし空気圧の補給位置を誤るとブレーキが緩んでしまい、暴走する事故につながるため、十三本木峠など場所によっては補給制動の使用が禁止されていた。
補給制動を考案したのは、瀬野八の急勾配を管内に抱える広島機関区に勤務していた吉岡 静一機関士で、1935年（昭和10年）頃のことである。後に広島機関区長を務め、1953年（昭和28年）に国鉄最高の名誉とされる顕功賞を受賞した。